# Monte Capanne
Il Monte Capanne è la montagna più alta dell'isola d'Elba e dell'intera provincia di Livorno. Situato nella parte occidentale dell'isola, raggiunge un'altezza di 1019 metri sul livello del mare.
La sua sommità è raggiungibile in soli 18 minuti tramite la funivia del Monte Capanne che parte da Marciana.

## Descrizione
La roccia che costituisce il massiccio è di origine plutonica ed è classificata come monzogranito che a sua volta si divide in tre distinte tipologie: facies di Sant'Andrea, facies di San Francesco e facies di San Piero. Questa roccia, in molti casi, si presenta come particolari formazioni dette localmente cote, tozze e pinzaloni. Dalla vetta della montagna, da cui passa la Via ferrata del Monte Capanne, ha origine la Valle di Pomonte, la più estesa vallata dell'isola d'Elba.
Dal Monte Capanne, in determinate condizioni atmosferiche, è possibile osservare tutta la costa dalla Liguria (Riviera di Ponente) al Lazio (Monti della Tolfa), assieme alle Alpi Apuane, alle Colline Metallifere, al Monte Leoni e al Monte Amiata; sono inoltre visibili tutte le isole dell'Arcipelago Toscano, la Corsica col Monte Cinto e il Monte Rotondo e, in condizioni di estrema visibilità, anche la Sardegna settentrionale.
Sulla vetta del Monte Capanne si trova una stazione di ponte radio tra Toscana e Sardegna, istituita con un decreto (10 marzo 1966) del ministro Giovanni Spagnolli.

## Origine del nome
Attestato per la prima volta come Mont le Cabanne in una cartografia francese del 1791, poi nel 1802 come Monte Capanna e Monte Capanne nel 1805, la sua etimologia presenta varie ipotesi:
- dai ripari pastorali (capanne) presenti sulla montagna, secondo Remigio Sabbadini (1899).
- da una pretesa forma ligure-etrusca simile alla desinenza del Monte Matanna nelle Alpi Apuane, secondo Nello Toscanelli (1933).
- da «due capanne che vi eresse una famiglia marcianese per fuggire ai pericoli di incursioni piratesche», secondo Enrico Lombardi (1963).
- da una pretesa forma etrusca càpane o capne, secondo Riccardo Ambrosini (1982).

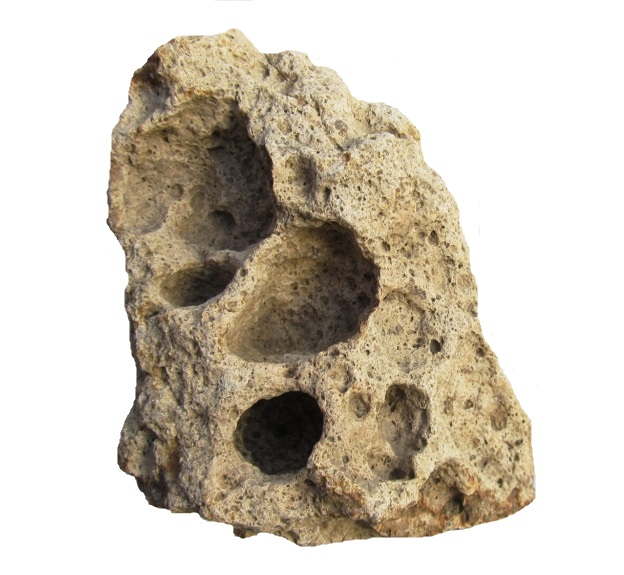
Monzogranito del Monte Capanne con fenomeni di erosione idroeolica

## Flora e fauna
La vegetazione tipica è composta da leccete, castagneti e carpineti. La gariga, caratterizzata da cuscinetti spinosi della Genista desoleana, domina la parte più alta dei rilievi. Sul massiccio del Monte Capanne si trovano alcuni esclusivi endemismi vegetali: la viola del Monte Capanne (Viola corsica ilvensis), il fiordaliso del Monte Capanne (Centaurea ilvensis) e il Crocus ilvensis, insieme a essenze vegetali come Osmunda regalis, Salix atrocinerea, Vincetoxicum hirundinaria, Lilium bulbiferum croceum (attualmente in rarefazione a causa del pascolo dei mufloni), Pancratium illyricum, Narcissus poeticus, Anthericum liliago, Tulipa sylvestris australis, Polygonatum odoratum (con l'unica stazione presente nella provincia di Livorno), Cephalanthera longifolia, Cyclamen repandum, Cyclamen hederifolium, Juniperus oxycedrus, Taxus baccata, Amelanchier ovalis, Ilex aquifolium, Castanea sativa, Ostrya carpinifolia, Alnus glutinosa, Alnus cordata, Fraxinus ornus, Quercus ilex, Quercus cerris, Quercus pubescens e Crataegus monogyna. In particolare, Taxus baccata vegeta sugli impervi costoni rocciosi delle Calanche, del Monte Corto e del Monte di Cote.

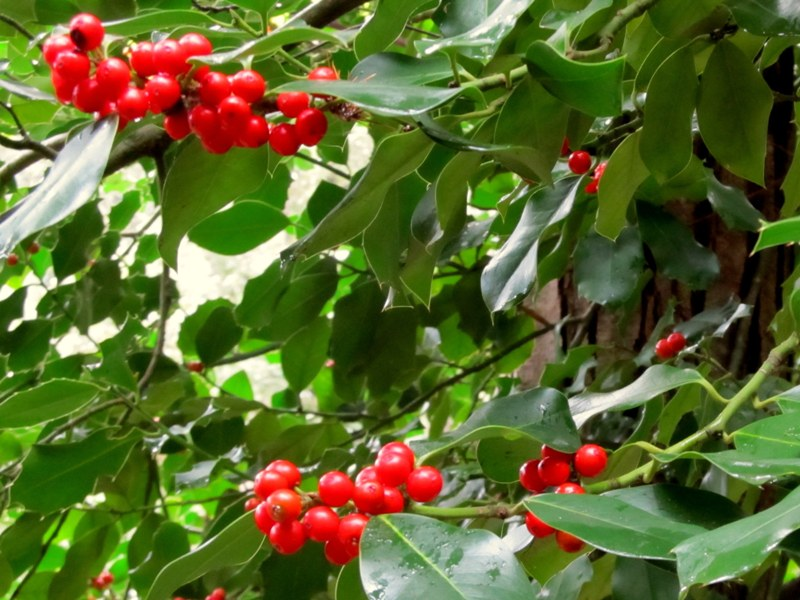
Agrifoglio nei boschi del Monte Capanne

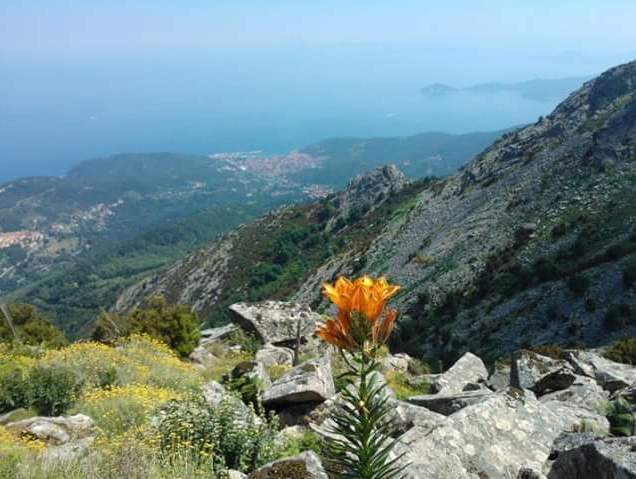
Lilium bulbiferum sul Monte Capanne

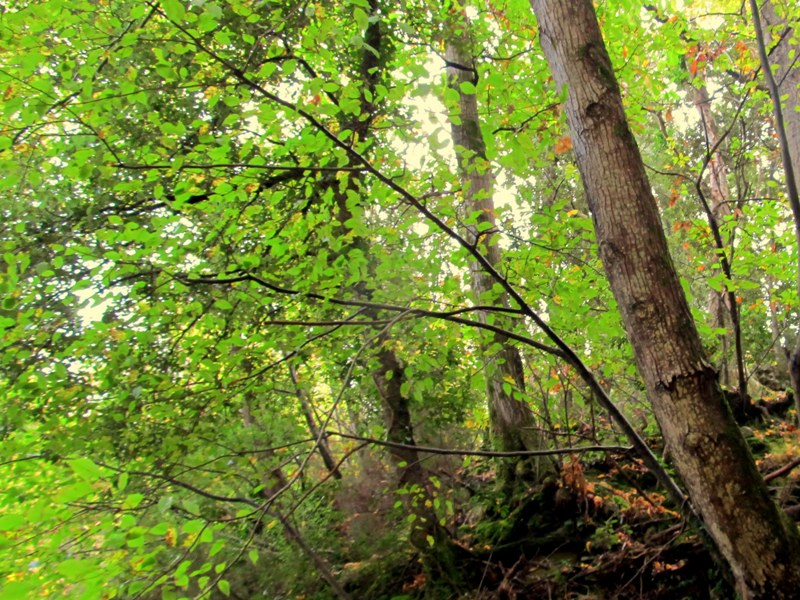
Bosco di carpino nero alle pendici del Monte Capanne

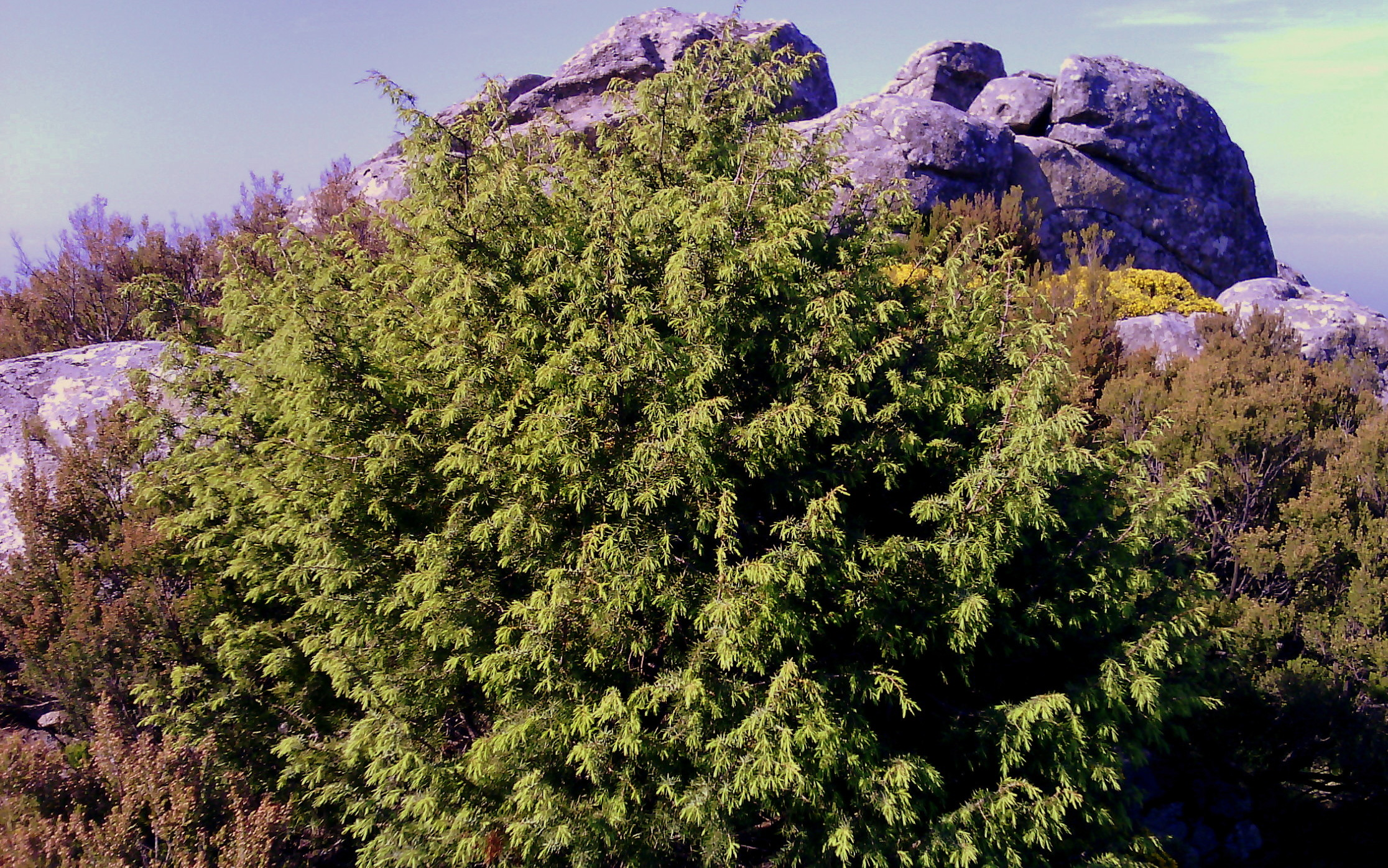
Ginepro rosso sul Monte di Cote

In questo ambiente ristretto e isolato la fauna è numericamente limitata. Tra gli uccelli degna di nota è la presenza del venturone còrso, del corvo imperiale, del picchio muraiolo, della pernice rossa, del passero solitario e della poiana comune; nel 1897 fu osservato un esemplare femmina di picchio muratore e nel 1901 un raro Catharus minimus aliciae venne catturato nel piegàle di Pilade Del Buono.
Tra i mammiferi, l'endemico Apodemus sylvaticus ilvanus (topo selvatico elbano), della Crocidura suaveolens, del ghiro, della martora, della lepre e del riccio. Tra i grandi mammiferi hanno trovato un habitat perfetto i cinghiali e i mufloni (introdotti all'Elba per scopi venatori rispettivamente nel 1963 e nel 1976 e oggi in soprannumero), che hanno depauperato enormemente la flora del sottobosco (pungitopo) e delle praterie montane (Lilium bulbiferum croceum, Pancratium illyricum, Narcissus poeticus e varie Orchideaceae).

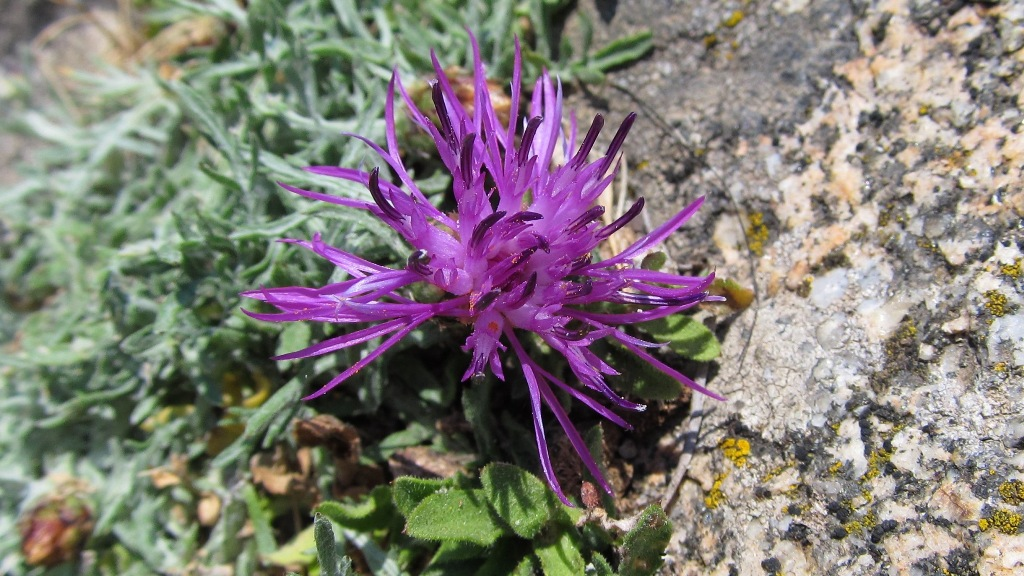
Fiordaliso del Monte Capanne (Centaurea ilvensis)

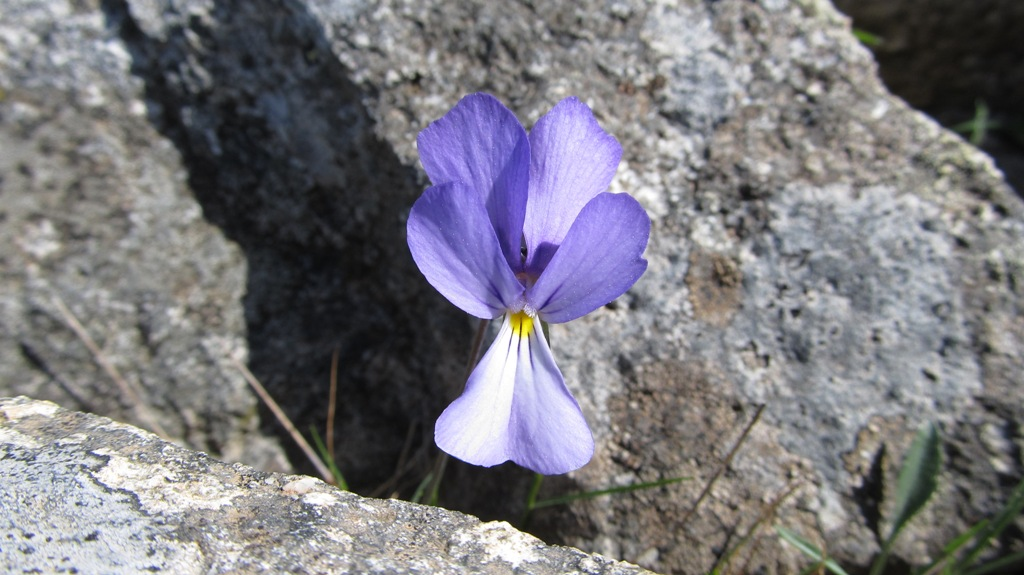
Viola del Monte Capanne (Viola corsica ssp. ilvensis)

## Endemismi
- Centaurea ilvensis (fiordaliso del Monte Capanne)
- Crocus ilvensis (zafferano dell'Elba)
- Viola corsica ssp. ilvensis (viola del Monte Capanne)

## Catena del Monte Capanne
- Masso dell'Omo (532 m)
- Masso dell'Aquila (634 m)
- Monte Catino o Coppa al Nappo (682 m)
- Monte Giove (855 m)
- La Stretta (806 m)
- La Tabella (882 m)
- Monte di Cote (950 m)
- Passo di Bergo (valico)
- La Tavola (936 m)
- La Galera (969 m)
- Monte Capanne (1019 m)
- Monte Corto (949 m)
- Malpasso (valico)
- Le Filicaie (870 m)
- Le Calanche  (905 m)
- Colle Popoino (783 m)
- Monte Maolo (749 m)
- Monte Perone (630 m)

Altre vette del massiccio sono:
- Le Bocche
- Canoso
- Campitini
- Capepe
- Castancoli
- Col di Paolo
- Collaccio
- Colle al Boio
- Colle alla Casa
- Colle alla Gatta
- Colle di Guglielmo
- Colle di Tutti
- Colle di Villano
- Collica
- Crino di Montecristo
- Crino delle Puntate
- Forca
- Masso alla Guata
- Monte Cenno
- Monte Coccaro
- Monte Orlano
- Monte Schiappone
- Monte Stello
- Monte Tiratoio
- Il Troppolo
- La Grottaccia
- Le Grottarelle
- Il Ferale
- Le Panche
- Il Santo
- Cote Lupo
- Cote Rondine
- Cote Tonda
- Pente Mala
- Piane del Canale
- Piane alla Sughera
- Piane alla Terra
- Pietra Acuta
- Pietra Murata
- Poggio dei Persi
- Serraventosa
- Serra Baccellaia
- Serra all'Erbitro
- Serrapinelli
- Lo Spino

## La leggenda dell'acqua di Corsica
Già nel XVIII secolo sorse una leggenda secondo cui le acque sorgive del Monte Capanne provenivano, tramite condotte naturali sottomarine, dalla Corsica. Tale leggenda fu ripresa dopo il 1947 in funzione del revival turistico legato alla figura di Napoleone Bonaparte e alla sua origine còrsa.

## Le «leggende plutoniche» del Monte Capanne
Sul versante meridionale del Monte Capanne, nel comprensorio montano di Seccheto, sono testimoniate dagli inizi del XX secolo alcune «leggende plutoniche». Queste narrano di ritrovamenti, da parte dei pastori, di alcuni tesoretti d'oro nascosti tra le rocce delle montagne che erano custoditi dal Diavolo, in quanto padrone del sottosuolo. Con buona probabilità si trattava di sepolture villanoviane con corredo funebre composto da manufatti di bronzo, come attestato alla fine del XIX secolo nello stesso comprensorio montano (Col di Paolo e Piane del Canale).

## Naturalisti
Dal 1892 al 1900 il Monte Capanne fu visitato dai botanici Pio Bolzon, Stefano Sommier e Giacomo Doria; nel 1851 la montagna fu esplorata dal mineralogista Joseph Jean Baptiste Xavier Fournet, che propose di definire «granito ilvaico» (da Ilva, nome latino dell'Elba) il monzogranito del Monte Capanne. Agli anni compresi tra 1904 e 1914 sono datate le numerose ricognizioni del geologo Piero Aloisi che confluirono (1919) nel suo trattato Il Monte Capanne. Ricerche litologiche.

## Stazione geodetica del Monte Capanne
L'ingegnere e cartografo Jean Joseph Tranchot era stato incaricato dal governo francese, nei primissimi anni del XIX secolo, di realizzare la triangolazione di Corsica ed Elba per fini di rappresentazione cartografica. Sulla vetta del Monte Capanne venne quindi innalzata una piccola piramide geodetica in pietre a secco chiamata Torretta, con funzione di caposaldo di triangolazione tra Corsica e Toscana. Ai primissimi anni del XX secolo risalivano due basse strutture in pietra a secco, senza copertura a con il lato frontale aperto, costruite sul sottostante pianoro del Ferale a protezione delle due tende che ospitavano i quattro manutentori della stazione geodetica. La piramide geodetica fu eliminata intorno al 1920, mentre le due opere murarie del Ferale furono smantellate, intorno al 1931, per la costruzione della capanna pastorale probabilmente realizzata dal pastore Aristide Martorella.

## Funivia del Monte Capanne
Realizzata dalla ditta torinese Marchisio nel 1962, la Funivia del Monte Capanne fu aperta al pubblico il 27 agosto 1963. Nel 2005 è stata completamente rinnovata a seguito della scadenza di vita tecnica. Possiede una lunghezza inclinata di 1635 metri, 55 cestelli, portata massima di 180 persone e velocità pari a 1,5 metri al secondo.
Nello specifico la Funivia del Monte Capanne è una cabinovia, ovvero un impianto di risalita a fune che trasporta i passeggeri in piccole cabine sospese, che in questo caso sono delle caratteristiche “gabbie” gialle aperte, progettate per ospitare comodamente due persone in piedi che permettono una vista completamente libera a 360 gradi sul paesaggio circostante.
La stazione di partenza della Funivia si trova nel comune di Marciana, più precisamente in località Pozzatello, situata sul versante occidentale dell’isola.
- Altitudine stazione a valle (località Pozzatello): 346 metri.
- Altitudine stazione a monte (località Torretta): 963 metri.

## Via ferrata del Monte Capanne
Istituita nel 2001 dal Parco nazionale Arcipelago Toscano, la Via ferrata del Monte Capanne fu dapprima denominata Sentiero 00; il 19 settembre 2022 è stata intitolata alla memoria del trekker Massimo Russo. Si snoda per circa 2 km lungo le ripide creste della Catena del Monte Capanne, a partire dalla vetta delle Calanche sino alla Galera. Presenta tratti molto impegnativi e stretti passaggi su roccia.

## La «Strada a piana»
Sulle pendici settentrionali del massiccio del Monte Capanne si snoda orizzontalmente un percorso chiamato Strada a piana, realizzato con lastre di granodiorite locale. Fu creato intorno al 1935 come via di lavoro per le opere di rimboschimento a conifere condotte dal Corpo forestale sulle falde del Monte Giove; tale tracciato, che interessa le località Ferale e Pedalta, oggi corrisponde alla Grande Traversata Elbana Nord.

## Incidenti aerei
Sul versante meridionale del Monte Capanne avvennero tre disastri aerei.
Il 4 aprile 1944 due Bell P-39 Airacobra della United States Air Force in volo di ricognizione meteo dalla Corsica a Livorno precipitarono a breve distanza tra essi in località Collaccio e Campitini.
Il 14 ottobre 1960 un quadrimotore De Havilland DH.114 Heron durante il volo Roma - Genova si schiantò sulle pendici della montagna provocando la morte di tutti gli 11 occupanti.

## Attentato ai ripetitori radio
La mattina del 14 agosto 1980, intorno alle 6:05, alcuni esponenti dei Servizi segreti francesi fecero saltare quattro cariche di esplosivo sulla vetta del Monte Capanne, distruggendo i ripetitori dell'emittente Radio Corsica Libera in quanto simbolo dell'indipendentismo còrso.
Dalle violente esplosioni furono distrutti anche ripetitori dell'Eni, del servizio antincendi della Regione Toscana, della Banca d'Italia, dei Vigili del Fuoco, della Guardia di finanza e di varie emittenti radio, con un danno calcolato di 1 miliardo di lire.